# تلخ بیان ژاپنی
تلخ بیان ژاپنی (نام علمی: Styphnolobium japonicum) نام یک گونه از زیرخانواده باقالی‌ها است.